# 任港街道
任港街道，是中华人民共和国江苏省南通市崇川区下辖的一个乡镇级行政单位。

## 行政区划
任港街道下辖以下地区：
弘运社区、南通港社区、晨苑社区、黎明社区、大庆社区、剧场社区、城港社区、战胜社区、中远社区、姚港社区和任港社区。